# Protocolo de Londres (1828)
O Protocolo de Londres de 16 de novembro de 1828 foi um acordo entre as três grandes potências (Grã-Bretanha, França e Rússia), que estabeleceu a criação de um Estado grego internamente autônomo, mas tributário sob a suserania otomana. 
Como resultado da Guerra de Independência da Grécia, que havia começado em 1821, e da intervenção das grandes potências no conflito após o Tratado de Londres na Batalha de Navarino (1827), a criação de alguma forma de Estado grego no sul da Grécia tornou-se certa. Em 1827, a Terceira Assembleia Nacional grega confiou o governo da nação incipiente a Ioannis Kapodistrias, que chegou à Grécia em janeiro de 1828. Paralelamente aos seus esforços para lançar as bases para um Estado moderno, Kapodistrias empreendeu negociações com as Grandes Potências quanto à extensão e ao status constitucional do novo Estado grego, especialmente durante a Conferência de Poros dos embaixadores das Grandes Potências em setembro de 1828.
Embora os embaixadores recomendassem uma ampla base territorial para o novo Estado grego, em novembro de 1828, desconsiderando as recomendações dos embaixadores, as grandes potências concordaram com o primeiro Protocolo de Londres, que criou um Estado grego autônomo, que seria tributário do sultão e limitado ao Peloponeso (Moreia) e às ilhas Cíclades. Isso deixou de fora a Grécia Central, Creta e outras ilhas que haviam participado da revolta grega e/ou estavam na época sob controle grego.
No caso, o Protocolo foi alterado em 22 de março de 1829 pela assinatura do segundo Protocolo de Londres, que aceitou amplamente as recomendações da Conferência de Poros.